# 이연 (후한)
이연(李延, ? ~ 190년)은 후한 말의 정치가이다.

## 생애
원소(袁紹)의 예주종사(豫州從事)였다.
초평(初平) 원년(190년), 정권을 장악한 동탁(董卓)에 대항하여, 원소를 중심으로 반동탁연합(反董卓聯合)이 결성되었다. 연합에 가담한 제후들은 동탁을 공격하기 시작하였고, 이에 동탁은 수도를 장안(長安)으로 옮겼다.
한편 동탁은 연합군의 병사들을 사로잡고는 돼지 기름을 바른 베에 감싸 불태워 죽였고, 또한 이연을 붙잡아 기름이 끓는 솥에 산 채로 넣어 죽였다.